# Luis Donato Ricardo
Luis Donato Ricardo (Leones, Córdoba, 2 de mayo de 1930-Ciudad de Córdoba, 12 de abril de 2019) fue un sacerdote argentino, perteneciente a la diócesis de Cruz del Eje, que llevaba más de sesenta años trabajando en localidades cordobesas.

## Biografía
Fue el sexto hijo de un matrimonio de inmigrantes piamonteses, en el norte de Italia. Ingresó en el Colegio San José de Rosario, en 1943, y al año siguiente en el seminario de Córdoba, donde se ordenó sacerdote el 12 de agosto de 1956.
Fue vicario cooperador de la Parroquia de San José en Alto Alberdi, Córdoba y luego ocupó el mismo cargo en la Parroquia de Morteros. En 1960 fue designado párroco en Villa María del Río Seco, Córdoba, donde construyó una capilla enclavada en la cima del Cerro del Romero en honor de la Virgen conocida como "la Cautivita". En aquel tiempo, las parroquias solían cubrir extensos territorios. La suya en particular abarcaba un área de 7500 km². Mientras estaba allí se fundó la diócesis de Cruz del Eje. En 1967 asumió como párroco de Villa Cura Brochero y, al fundarse el seminario Menor de las Tapias, fue designado rector. Se hizo cargo de la parroquia de Villa Dolores, en 1985 y entre 1991 y 2002, de la Vicaría General de la Diócesis. Hasta 2009 estuvo a cargo de la parroquia de Capilla del Monte y luego fue designado párroco emérito de San Antonio de Padua, en Capilla del Monte.
Falleció el 12 de abril de 2019 a los 88 años de edad en el Instituto Modelo de Cardiología de Córdoba. Sus restos descansan en el cementerio de Villa Cura Brochero, Córdoba.
El 3 de diciembre de 2020 fue declarado ilustre por el Concejo Deliberante de Capilla del Monte.

## Inicio de una tradición
El 8 de febrero de 1962 el Padre Donato, durante las fiestas patronales del Cerro Colorado, propuso subir a la cúspide del cerro Colorado una imagen de la Virgen del Valle. Al amanecer se lleva a la cima del Cerro Colorado la imagen de la Virgen del Valle dejándola allí hasta la noche momento en que se sube nuevamente a buscar a la Virgen y se desciende en una procesión acompañada de antorchas. Otra procesión espera al pie del cerro la llegada de la virgen y de ahí se regresa a la Capilla, presentando la Virgen en el atrio y dando comienzo a la serenata. Desde esa fecha hasta la actualidad se repite ininterrumpidamente todos los años esa ceremonia. El 10 de febrero de 2012, al cumplirse 50 años del inicio de esta tradicional celebración, el Padre Donato, volvió al Cerro Colorado para presidir la celebración. La estampita que se entregó en 1962, tenía la frase de Donato: "Yo..fui al Cerro, yo la cruz llevé y desde el Cerro a Dios, su bendición pedí. Para los del Cerro, para mi familia, para mi..."

## Libro
- Cartas a la familia. Ilustrado por Beby Mendoza de Pérez Aráoz. Edición del Autor. 2003. ISBN 978-987-43-5970-4.

## Agradecimiento
Alberto Spataro, autor del Libro "Armagedón. Batalla de Dioses y hombres", agradece en el prólogo al padre Donato, por sus esclarecedoras charlas (mate de por medio), quien escuchó con elogiable amplitud de criterio sus confidencias.